# Phyllachora antarctica
Phyllachora antarctica är en svampart som beskrevs av Speg. 1924. Phyllachora antarctica ingår i släktet Phyllachora och familjen Phyllachoraceae.   Inga underarter finns listade i Catalogue of Life.